# Żbik
ORP Żbik war ein U-Boot der polnischen Marine.
Die in Frankreich gebaute Żbik (poln.: „Wildkatze“) wurde bei Beginn des Zweiten Weltkrieges eingesetzt und befand sich danach bis 1945 in schwedischer Internierung.

## Einsatzgeschichte

### Vorkriegszeit
Das Boot wurde zwischen 1929 und 1932 bei Chantiers Navals Français in Caen als drittes Boot seiner Klasse gebaut.
Nach dem Eintreffen des letzten Bootes der Wilk-Klasse in Gdingen wurde am 1. Mai 1932 eine Division aus den drei Wilk-Klasse-Ubooten, dem alten Torpedoboot Kujawiak und dem Versorger Lwow gebildet. Żbik erhielt die Kennung „Z“. Die Turmkennung wurde am 1. Juli 1937 wieder entfernt.
Im August 1932 besuchte der Verband Stockholm im Rahmen eines Freundschaftsbesuches. Im nächsten Jahr wurden Kopenhagen und Helsinki besucht. 1936 besuchte Żbik gemeinsam mit seinen Schwesterbooten Reval.

### Zweiter Weltkrieg
Als am 24. August 1939 die polnische Mobilmachung erklärt wurde, wurde die Żbik in Alarmbereitschaft versetzt und mit 10 Torpedos, 22 Seeminen und 114 Granaten für das Deckgeschütz aufmunitioniert. Zu Kriegsbeginn am 1. September 1939 lief die Żbik gemeinsam mit den anderen vier polnischen U-Booten aus, um im Rahmen des Worek-Planes vor der polnischen Küste zu patrouillieren. Der zugewiesene Sektor lag nördlich der Halbinsel Hel.
Am 3. September wurde das Boot von dem deutschen U-Boot U 14 mit einem Torpedo angegriffen. Da aber der Magnetzünder des Torpedos versagte, konnte Żbik unbeschadet entkommen. Andere Quellen geben einen misslungenen Torpedoangriff durch U 23 am 7. September an.
Am 8. September legte das Boot 9 Seemeilen nördlich der Halbinsel Hel 20 Seeminen. Am 12. September wurde das Boot infolge der erdrückenden deutschen maritimen Überlegenheit und der strategischen  Niederlagen an den Landfronten aus seinem Patrouillengebiet entlassen und vor die schwedische Küste beordert. Am 14. September befahl das Oberkommando in Hel dem Boot den Durchbruch nach Großbritannien. In den folgenden Tagen schlug das U-Boot aber in schwerer See leck. Durch das eindringende Wasser war das Boot nur noch bedingt tauchfähig. Am 17. September erreichte Wasser die Akkumulatoren, die dadurch großteils ausfielen. Das austretende Chlorgas machte einen weiteren Betrieb des Bootes fast unmöglich. Trotzdem versuchte Kommandant Michal Zebrowski noch den Durchbruch nach Großbritannien, musste aber letztendlich wegen der schweren Schäden aufgeben. Am 25. September war die Żbik gezwungen, in den neutralen Hafen Sandhamn in Värmdö / Schweden einzulaufen und sich internieren zu lassen. Während des restlichen Krieges lag das Boot gemeinsam mit Ryś und Sęp in Vaxholm.
Am 1. Oktober lief das deutsche Minensuchboot M 85 bei Position 54° 45′ 0″ N, 18° 45′ 0″ O auf eine von Żbik gelegte Seemine und sank mit 24 Toten. Die Kriegsmarine ging bis Kriegsende davon aus, dass M 85 von dem polnischen U-Boot Orzeł torpediert wurde. Am 23. Januar 1941 sank das deutsche Fischerboot Mühlhausen mit der gesamten Besatzung, nachdem es bei Position 54° 53′ 0″ N, 18° 42′ 0″ O ebenfalls auf eine von der Żbik gelegte Seemine gelaufen war.

### Nach dem Krieg
Nach Kriegsende wurde das Boot offiziell im September 1945 wieder unter polnisches Kommando gestellt und anschließend nach Gdingen verbracht. Zwischen Juli 1946 und Februar 1947 wurde das Boot überholt. 1948 wurden die Torpedorohre an sowjetische Standards angepasst und die Luftabwehr-MGs entfernt.
Am 9. September 1955 wurde die Żbik stillgelegt und im folgenden Jahr abgebrochen.

## Kommandanten
- 20. Februar 1932 – Dezember 1932 – kapitan marynarki Eugeniusz Plawski
- Dezember 1932 – Juli 1938 – kapitan marynarki Henryk Kłoczkowski (1936 Beförderung zum komandor podporucznik)
- Juli 1938 - 25. September 1939 – komandor podporucznik Michal Zebrowski